# 日本DNAデータバンク
日本DNAデータバンク(英:DNA Data Bank of Japan、略称:DDBJ）は、日本の国立遺伝学研究所（静岡県三島市）が作成しているDNAの塩基配列の配列データベースである。

## 概要
DDBJはInternational Nucleotide Sequence Database Collaboration (INSDC)のメンバである。アメリカ合衆国のNCBIが提供するGenBank、および、ヨーロッパのEBIが提供するEMBLとの密接な連携のもと、「DDBJ/EMBL/GenBank 国際塩基配列データベース」を構築している三大国際 DNAデータバンクのひとつである。
データはすべて無料で公開されており、データベースの検索は、テキスト全文検索や生物名や各項目に対象を分けてできる検索などのkey wordによる検索の他、BLASTによるDNA配列やアミノ酸配列に対する相同性検索が可能である。また、ClustalWによる系統樹の計算と作成ができるサービスも行っている。
近年は、同じ情報・システム整備のライフサイエンス統合データベースセンター(DBCLS)と連携してサービスを提供している。

## 構成員
DDBJを運営する生命情報・DDBJ 研究センターは、国立遺伝学研究所の教授、准教授、助教、アノテーターからなる。主要な構成員は以下の通り。
- 生命情報・DDBJ 研究センター センター長 
大久保公策 教授 （ライフサイエンス統合データベースセンター (DBCLS) 兼務）
- 日本DNAデータバンク
高木利久 教授
中村保一 教授